# 云雀 (电影)
《云雀》（英語：Sky Lark）是2023年5月26日在中国大陆上映的剧情片，导演张锐，主演丁海峰、于莎莎、赵子琪、范明，讲述了支教老师在乡村支教的故事。

## 演员
- 丁海峰 出演 田文
- 于莎莎 出演 徐欣，年轻教师
- 赵子琪
- 范明

## 制作
2020年9月12日，剧组在安徽省泾县黄田景区开机拍摄。